# 이호르 레이즐린
이호르 드미트로비치 레이즐린(우크라이나어: І́гор Дми́трович Ре́йзлін, 1984년 12월 7일~)은 우크라이나의 펜싱 선수로 주 종목은 에페이다. 2020년 하계 올림픽 에페 개인전에서 동메달을 획득했다.

## 생애
소련의 몰도바 소비에트 사회주의 공화국 벤데르에서 태어났다. 레이즐린의 부모인 드미트로와 어머니 테탸나 모두 펜싱 선수 출신 코치로 일했다. 어린 시절에 우크라이나 소비에트 사회주의 공화국의 이즈마일로 이사했고 8살 때 아버지의 지도로 펜싱을 시작했다.
우크라이나 체육 대학교를 졸업했으며 2000년에 우크라이나 청소년 국가대표 선수로 발탁되었다. 같은 해 4월에는 미국 사우스벤드에서 열린 2000년 세계 주니어 선수권 대회에서 단체전 동메달을 획득했다. 2002년에는 처음으로 우크라이나 국가대표로 발탁되었으며  2월에 슬로바키아 브라티슬라바에서 열린 월드컵에 참가하면서 우크라이나 성인 대표 첫 경기를 가졌다. 이후에도 국제 대회에 꾸준히 출전했으나 올림픽이나 세계 펜싱 선수권 대회 같은 굵직한 대회에는 출전하지 못했다. 2003년에는 이탈리아 카타니아에서 열린 2003년 세계 군인 체육 대회에 참가하여 단체전 금메달과 개인전 은메달을 획득했다.
2009년 7월에는 세르비아 베오그라드에서 열린 2009년 하계 유니버시아드에서 단체전 동메달을 획득하기도 했다. 이후 같은 달에 불가리아 플로브디프에서 열린 2009년 유럽 선수권 대회에 참가하면서 선수 경력 처음으로 유럽 선수권 대회에 출전했다. 그는 개인전에서 18위, 단체전에서는 9위를 기록했다. 같은 해 9월에는 튀르키예 안탈리아에서 열린 2009년 세계 선수권 대회에 참가하면서 처음으로 세계 선수권 대회에 출전했다. 이 대회에서 개인전 44위, 단체전 8위에 올랐다. 이듬해인 2010년에는 독일 라이프치히에서 열린 2010년 유럽 선수권 대회에서 단체전에서 헝가리팀의 뒤를 이어 은메달을 획득했다.
2015년에는 대한민국 문경에서 열린 2015년 세계 군인 체육 대회에서 단체전 금메달을 획득했다. 이후 2019년에 갑자기 기량이 상승하면서 국제 대회에 두각을 드러내기 시작했다. 그 해 7월에 헝가리 부다페스트에서 열린 2019년 세계 선수권 대회에서 단체전 은메달을 획득했고 개인전에서도 8강에서 카자흐스탄의 루슬란 쿠르바노프를 꺾으면서 개인전 메달을 확보했다. 준결승전에서 러시아의 세르게이 비다에게 패하였지만 자신의 첫 세계 선수권 대회 메달인 동메달을 획득할 수 있었다. 같은 해 10월에는 중국 우한에서 열린 2019년 세계 군인 체육 대회에서 개인전 우승을 차지했고 11월에 스위스 베른에서 열린 그랑프리 대회에서 개인전 금메달과 단체전 동메달을 획득했다.
2020년에는 코로나19 범유행으로 인해 많은 대회가 연기 혹은 취소되었지만 부다페스트 그랑프리에서 3위에 오르는 등 얼마 되지 않은 국제 대회에서 성과를 냈다. 
이러한 활약으로 남자 에페 부문 세계 랭킹 4위에 오르기도 했다. 이듬해인 2021년 3월에는 러시아 카잔에서 열린 월드컵에서 헝가리의 시클로시 게르게이를 꺾으면서 처음으로 최상위 국제 대회 우승을 차지했다. 같은 해 7월에는 일본 도쿄에서 열린 2020년 하계 올림픽에 참가하면서 처음으로 올림픽에 출전했다. 개인전 첫 상대인 스위스의 베냐민 슈테펜을 시작으로 스위스의 막스 하인처, 이집트의 무함마드 알사이드를 차례로 꺾으며 준결승에 올랐다. 준결승에서는 이 종목 우승자인 프랑스의 로맹 카논에게 5점 차로 패했으나 동메달 결정전에서 이탈리아의 안드레아 산타렐리를 꺾으면서 동메달을 획득했다.